# Federazione pallavolistica della Tanzania
La Federazione tanzaniana di pallavolo (eng. Tanzania Volleyball Association, TAVA) è un'organizzazione fondata per governare la pratica della pallavolo in Tanzania.
Organizza il campionato maschile e femminile, e pone sotto la propria egida la nazionale maschile e femminile.
Ha aderito alla FIVB nel 1984.